# The Memory of Eva Ryker
The Memory of Eva Ryker é um telefilme estadunidense de 1980 estrelado por Natalie Wood. Foi dirigido por Walter Grauman, baseado em um romance de 1978 de Donald Stanwood. As filmagens ocorreram no final de 1979

## Elenco
- Natalie Wood	...	Eva Ryker / Claire Ryker
- John Alderson	John Alderson	...	Xerife
- Jean-Pierre Aumont	...	Inspetor Laurier
- William Beckley	...	Leeds
- Ralph Bellamy	...	William E. Ryker
- Jorge Cervera Jr.	...	Gardener
- Tonya Crowe	...	Eva - quando criança
- Bradford Dillman	...	Jason Eddington
- Ellaraino	...	Martha (como Ella Raino Edwards)
- Morgan Fairchild	...	Lisa Eddington
- Mel Ferrer	...	Dr. Sanford
- Robert Foxworth	...	Norman Hall
- John Furlong	...	Doctor
- Ted Gehring	...	Lieutenant Galbraith
- Peter Graves	...	Mike Rogers
- Robert Hogan	...	J.H. Martin
- Vince Howard	...	Albert
- Keith McConnell	...	Captain Blake
- Roddy McDowall	...	MacFarland
- Terrence E. McNally	...	Launch helmsman
- John Orchard	...	Burke
- Eric Sinclair	...	Oficial de convés
- Len Wayland	...	Comandante Masterson